# Catherine Wolfe Bruce
Pour les articles homonymes, voir Bruce.
Catherine Wolfe Bruce (née le 22 janvier 1816 à New York et décédée le 13 mars 1900 dans cette même ville) était une philanthrope américaine, particulièrement dans le domaine de l'astronomie.
De 1889 à 1899, ses dons ont permis l'achat de télescopes, en particulier pour l'observatoire de l'université d'Harvard, l'observatoire Yerkes et pour l'observatoire du Königstuhl, près de Heidelberg en Allemagne.

## Distinctions et récompenses
- La médaille Bruce est un prix scientifique qui porte son nom.
- Cratère Bruce sur la Lune
- Astéroïde (323) Brucia